# 亚光姬蕨
亚光姬蕨（学名：Hypolepis glabrescens）为姬蕨科姬蕨属下的一个种。

## 扩展阅读
- 維基物種上的相關：亚光姬蕨